# Jonathan Delaplace
Pour les articles homonymes, voir Delaplace.
Jonathan Delaplace, né le 20 mars 1986 à La Seyne-sur-Mer en France, est un footballeur français qui a évolué au poste de milieu relayeur.

## Biographie

### Enfance et carrière amateur
Jonathan Delaplace commence le football près de Toulon, dans le Var, son département natal. En 1999, à l'âge de 13 ans, il rejoint le sport-études de Lambersart, dans le Nord, département où réside une partie de sa famille. En parallèle, il joue dans les clubs de la région, dont le RC Lens où il ne reste que peu de temps. Pour Jonathan Delaplace, « Selon eux, je n’avais pas le gabarit nécessaire pour percer. Cette petite taille m’a desservi. On m’a fait comprendre que physiquement, je ne passerai pas le cap du niveau pro ».
À l'âge de 18 ans, il rate son bac, et aucun club professionnel ne s'intéresse à lui. À la demande de son père, il retourne vivre dans le Var. Il finit par obtenir son bac, puis entame des études pour devenir infirmier. Parallèlement, il joue pour le club amateur du FC Belgentier, puis avec le club du Hyères FC, en CFA2.
En 2007, il est repéré par l'entraîneur Guy David, qui le fait venir à l'ES Fréjus, club de CFA. Pour Jonathan Delaplace, cette rencontre avec Guy David a été déterminante pour la suite de sa carrière : « C’est le déclic. C’est lui qui me fait prendre conscience de mes qualités. Il vient boire un café pendant deux heures chez mes parents. Avec son bagage et son côté humain, c’est vraiment un entraîneur exceptionnel. Il veut me faire franchir un cap et me prouve que j’ai les qualités pour être un joueur professionnel ». Le décès brutal de Guy David, le 30 août 2008, marque Jonathan Delaplace : « Après un match face à la réserve de Saint-Étienne (NDLR : le 30 août 2008), on fait 1-1. À la sortie du vestiaire, Guy David s’effondre et fait une crise cardiaque. Je suis à vingt mètres, je ne le vois pas tomber mais j’entends rapidement les cris. Les secours n’ont pas réussi à le réanimer. Ça m’a marqué, je peux refaire la scène. C’est une soirée que je n’oublierai jamais ».
Parallèlement, Jonathan Delaplace continue ses études d'infirmier. En 2010, il est repéré par des émissaires du club belge de Zulte Waregem. Il décroche son diplôme d'infirmier, puis signe dans la foulée un contrat professionnel pour le club belge.

### Carrière professionnelle

#### Zulte-Waregem
Il reste trois ans dans ce club. Sa troisième saison là-bas, en 2012-2013, est couronnée par une deuxième place en championnat. C'est l'apprentissage du haut niveau. « Mais là-bas, il ne faut pas croire, ce n’est pas facile. En France, on a l’impression que c’est de la DH. Ça équivaut à un bon niveau de Ligue 2 voire de Ligue 1 quand tu joues des équipes comme le Standard, Genk, Bruges, Anderlecht. ». En 2013, il signe à Lille.

#### LOSC Lille
Il dispute son premier match de Ligue 1 à Rennes (0-0, le 31 août, 4e journée) en entrant en jeu à quelques minutes de la fin du match. Il gagne peu à peu du temps de jeu, profitant notamment de la blessure de Rio Mavuba. Il marque son premier but en ligue 1 lors de la venue du PSG le 10 mai 2014 (1-3).

#### SM Caen
En juillet 2015, alors qu'il lui reste un an de contrat à Lille, il est recruté par le SM Caen contre une indemnité d'environ 600 000 euros. Il signe un contrat de quatre ans.

#### FC Lorient
Il signe un contrat de trois ans et demi avec le FC Lorient le 29 janvier 2018. 
Alors que Lorient est premier du championnat, il participe en tant que titulaire au derby pour la première place contre Lens pour le compte de la 13ème journée de Ligue 2, malheureusement il se blesse dès la 3ème minute de jeu et est remplacé par Enzo Le Fée. 

## Statistiques
| Saison                | Club                     | Championnat           | Championnat | Championnat | Championnat | Coupe nationale | Coupe nationale | Coupe nationale | Coupe de la Ligue | Coupe de la Ligue | Coupe de la Ligue | Compétition(s) continentale(s) | Compétition(s) continentale(s) | Compétition(s) continentale(s) | Compétition(s) continentale(s) | Total | Total | Total |
| Saison                | Club                     | Division              | M.          | B.          | P.d.        | M.              | B.              | P.d.            | M.                | B.                | P.d.              | Comp.                          | M.                             | B.                             | P.d.                           | M.    | B.    | P.d.  |
| 2005-2006             | Hyères FC                | CFA 2                 | 2           | 2           | 0           | 1               | 0               | 0               | -                 | -                 | -                 | -                              | -                              | -                              | -                              | 3     | 2     | 0     |
| 2006-2007             | Hyères FC                | CFA 2                 | 8           | 1           | 0           | -               | -               | -               | -                 | -                 | -                 | -                              | -                              | -                              | -                              | 8     | 1     | 0     |
| Sous-total            | Sous-total               | Sous-total            | 10          | 3           | 0           | 1               | 0               | 0               | 0                 | 0                 | 0                 | -                              | 0                              | 0                              | 0                              | 11    | 3     | 0     |
| 2007-2008             | ES Fréjus                | CFA                   | 5           | 1           | 0           | 1               | 0               | 0               | -                 | -                 | -                 | -                              | -                              | -                              | -                              | 6     | 1     | 0     |
| 2008-2009             | ES Fréjus                | CFA                   | 25          | 3           | 0           | -               | -               | -               | -                 | -                 | -                 | -                              | -                              | -                              | -                              | 25    | 3     | 0     |
| Sous-total            | Sous-total               | Sous-total            | 30          | 4           | 0           | 1               | 0               | 0               | 0                 | 0                 | 0                 | -                              | 0                              | 0                              | 0                              | 31    | 4     | 0     |
| 2009-2010             | ÉFC Fréjus Saint-Raphaël | National              | 27          | 2           | 0           | 2               | 1               | 0               | -                 | -                 | -                 | -                              | -                              | -                              | -                              | 29    | 3     | 0     |
| 2010-2011             | SV Zulte Waregem         | Division 1            | 29          | 1           | 5           | 1               | 0               | 0               | -                 | -                 | -                 | -                              | -                              | -                              | -                              | 30    | 1     | 5     |
| 2011-2012             | SV Zulte Waregem         | Division 1            | 29          | 2           | 3           | 2               | 0               | 0               | -                 | -                 | -                 | -                              | -                              | -                              | -                              | 31    | 2     | 3     |
| 2012-2013             | SV Zulte Waregem         | Division 1            | 39          | 2           | 4           | 1               | 0               | 0               | -                 | -                 | -                 | -                              | -                              | -                              | -                              | 40    | 2     | 4     |
| Sous-total            | Sous-total               | Sous-total            | 97          | 5           | 12          | 4               | 0               | 0               | 0                 | 0                 | 0                 | -                              | 0                              | 0                              | 0                              | 101   | 5     | 12    |
| 2013-2014             | LOSC Lille               | Ligue 1               | 18          | 1           | 1           | 4               | 1               | 0               | 1                 | 0                 | 0                 | -                              | -                              | -                              | -                              | 23    | 2     | 1     |
| 2014-2015             | LOSC Lille               | Ligue 1               | 21          | 2           | 0           | -               | -               | -               | 1                 | 0                 | 0                 | C1+C3                          | 3+2                            | 0+0                            | 0+0                            | 27    | 2     | 0     |
| Sous-total            | Sous-total               | Sous-total            | 39          | 3           | 1           | 4               | 1               | 0               | 2                 | 0                 | 0                 | -                              | 5                              | 0                              | 0                              | 50    | 4     | 1     |
| 2015-2016             | SM Caen                  | Ligue 1               | 22          | 0           | 2           | 1               | 0               | 0               | 1                 | 0                 | 0                 | -                              | -                              | -                              | -                              | 24    | 0     | 2     |
| 2016-2017             | SM Caen                  | Ligue 1               | 33          | 0           | 4           | -               | -               | -               | 1                 | 0                 | 0                 | -                              | -                              | -                              | -                              | 34    | 0     | 4     |
| 2017-2018             | SM Caen                  | Ligue 1               | 12          | 0           | 1           | 1               | 0               | 0               | 2                 | 0                 | 0                 | -                              | -                              | -                              | -                              | 15    | 0     | 1     |
| Sous-total            | Sous-total               | Sous-total            | 67          | 0           | 7           | 2               | 0               | 0               | 4                 | 0                 | 0                 | -                              | 0                              | 0                              | 0                              | 73    | 0     | 7     |
| 2017-2018             | FC Lorient               | Ligue 2               | 9           | 0           | 1           | -               | -               | -               | -                 | -                 | -                 | -                              | -                              | -                              | -                              | 9     | 0     | 1     |
| 2018-2019             | FC Lorient               | Ligue 2               | 12          | 0           | 2           | -               | -               | -               | -                 | -                 | -                 | -                              | -                              | -                              | -                              | 12    | 0     | 2     |
| 2019-2020             | FC Lorient               | Ligue 2               | 7           | 0           | 1           | -               | -               | -               | -                 | -                 | -                 | -                              | -                              | -                              | -                              | 7     | 0     | 1     |
| 2020-2021             | FC Lorient               | Ligue 1               | 18          | 0           | 1           | 1               | 0               | 0               | -                 | -                 | -                 | -                              | -                              | -                              | -                              | 19    | 0     | 1     |
| Sous-total            | Sous-total               | Sous-total            | 46          | 0           | 5           | 1               | 0               | 0               | 0                 | 0                 | 0                 | -                              | 0                              | 0                              | 0                              | 47    | 0     | 5     |
| 2022-2023             | US Montagnarde           | National 3            | 8           | 1           | 0           | -               | -               | -               | -                 | -                 | -                 | -                              | -                              | -                              | -                              | 8     | 1     | 0     |
| Total sur la carrière | Total sur la carrière    | Total sur la carrière | 324         | 18          | 25          | 15              | 2               | 0               | 6                 | 0                 | 0                 | -                              | 5                              | 0                              | 0                              | 350   | 20    | 25    |

## Palmarès
- Vice-champion de Belgique en 2013 avec Zulte Waregem